# Europese weg 12
De Europese weg 12 of E12 is een Europese weg waarvan het traject loopt door de Scandinavische landen Noorwegen, Zweden en Finland, van Mo i Rana naar Helsinki.

## Algemeen
De Europese weg 12 is een Klasse A West-Oost-verbindingsweg en verbindt het Noorse Mo i Rana met de Finse hoofdstad Helsinki. De totale lengte van de E12 bedraagt ongeveer 1009 km. De route is door de UNECE als volgt vastgelegd:
Noorwegen
- Mo i Rana

Zweden
- Umeå

Vervolgens met de veerboot naar
Finland
- Vaasa
- Tampere
- Helsinki

## Traject

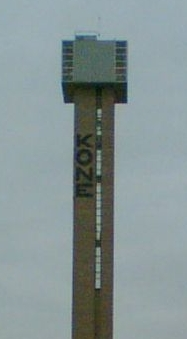
KONE liftschacht langs E12 bij Hyvinkää

### Noorwegen
De E12 start in Noorwegen, bij een rotonde met de E6 in Mo i Rana in de provincie Nordland, en loopt vandaar oostwaarts over de bergen en de toendra naar de Noors-Zweedse grens.

### Zweden
In Zweden loopt de E12 vanaf de Noorse grens door Västerbottens län richting Storuman, waar de weg kruist met de E45. De weg loopt door tot aan de kust bij Holmsund, nabij Umeå, waar de veerboot naar het Finse Vaasa kan worden genomen. In Zweden noemt men deze weg ook wel de blauwe weg oftewel blå vägen naar het blauwe water van de rivier de Ume älv, waar de weg langsloopt.

### Finland
Aan de overzijde van de Finse golf bij Vaasa in Finland, vervolgt de weg zijn traject in de Zuidwest-Finland over de Valtatie 3. Deze loopt in zuidzuidoostelijke richting naar Tampere, vanwaar deze verder loopt als snelweg naar het eindpunt bij de Finse hoofdstad Helsinki.

## Nationale wegnummers
| Noorwegen | Noorwegen            |
| --------- | -------------------- |
|           | Mo i Rana - Zweden   |
| Zweden    |                      |
|           | Noorwegen - Holmsund |
| Finland   |                      |
| 3         | Vaasa - Helsinki     |

## Aansluitingen op andere Europese wegen
- De E6 in Mo i Rana, Noorwegen
- De E45 in Storuman, Zweden
- De E4 in Umeå, Zweden
- De E8 in Vaasa, Finland
- De E63 bij Tampere, Finland
- De E18 in Helsinki, Finland
- De E67 in Helsinki, Finland
- De E75 in Helsinki, Finland

Europese wegen:
E6 · E8 · E10 · E12 · E14 · E16 · E18 · E39 · E45 · E69 · E75 · E105 · E134 · E136
Riksveier:
2 · 
3 · 
4 · 
5 · 
7 · 
9 · 
12 · 
13 · 
15 · 
19 · 
20 · 
21 · 
22 · 
23 · 
25 · 
35 · 
36 · 
40 · 
41 · 
42 · 
44 · 
47 · 
52 · 
55 · 
70 · 
73 · 
77 · 
80 · 
83 · 
85 · 
92 · 
93 · 
94 · 
110 · 
111 · 
120 · 
150 · 
156 · 
159 · 
162 · 
163 · 
190 · 
191 · 
200 · 
282 · 
420 · 
451 · 
502 · 
509 · 
510 · 
518 · 
555 · 
562 · 
580 · 
616 · 
617 · 
658 · 
681 · 
706 · 
827 · 
833 · 
853 · 
862 · 
881 · 
887 · 
892 · 
893
Europese wegen:
E4 · E6 · E10 · E12 · E14 · E16 · E18 · E20 · E22 · E45 · E65
Riksvägar:
9 · 11 · 13 · 15 · 17 · 19 · 21 · 23 · 24 · 25 · 26 · 27 · 28 · 29 · 30 · 31 · 32 · 34 · 35 · 37 · 40 · 41 · 42 · 44 · 46 · 47 · 49 · 50 · 51 · 52 · 53 · 55 · 56 · 57 · 61 · 62 · 63 · 66 · 68 · 69 · 70 · 72 · 73 · 75 · 76 · 77 · 83 · 84 · 86 · 87 · 90 · 92 · 94 · 95 · 97 · 98 · 99